# МЦСТ-R1000
МЦСТ R-1000 (проектное название МЦСТ-4R, маркируется как «1891ВМ6Я») — микропроцессор российской фирмы МЦСТ из серии процессоров МЦСТ-R, основанной на архитектуре SPARC, которая изначально была разработана в 1985 году компанией Sun Microsystems. Является наиболее производительным российским микропроцессором архитектуры SPARC на середину 2015 года. Программно совместим с архитектурой SPARC v9 и векторными расширениями VIS1 и VIS2; также имеет свои собственные расширения системы команд.
Представляет собой четырёхъядерную систему на кристалле с встроенными кэшем второго уровня, контроллером оперативной памяти и контроллерами периферийных каналов. Микросхема разработана по технологическим нормам 0,09 мкм с использованием библиотек стандартных элементов.
Микропроцессор R-1000 предназначен для высокопроизводительных вычислительных комплексов, одноплатных ЭВМ, носимых и встроенных решений, главным образом разработанных по заказу Министерства обороны Российской Федерации. Прошел государственные испытания и рекомендован к серийному производству.
Компьютеры на базе процессора R-1000 применяются в вычислительных центрах, системах предупреждения о ракетном нападении, а также в криптографическом оборудовании. Выпускаются небольшими партиями по несколько десятков комплектов в месяц, часть процессоров для удешевления производится на Тайване по российской документации, но в вычислительных комплексах СПРН применяются исключительно отечественные изделия.
| Характеристики | Характеристики                                                                          | Значения         |
| -------------- | --------------------------------------------------------------------------------------- | ---------------- |
| 1              | Технологический процесс                                                                 | КМОП 0,09 мкм    |
| 2              | Рабочая тактовая частота                                                                | 1000 МГц         |
| 3              | Размер слов:                                                                            | 32/64            |
| 4              | Кэш-память команд 1-го уровня                                                           | 16 Кбайт (4 way) |
| 5              | Кэш-память данных 1-го уровня                                                           | 32 Кбайт (8 way) |
| 6              | Встроенная кэш-память 2-го уровня                                                       | 2048 Кбайт       |
| 7              | Пиковая пропускная способность канала обмена с памятью                                  | 4 Гбайт/с        |
| 8              | Производительность одного ядра (в терминах DhryStone): GIPS GFLOPS (FP32) GFLOPS (FP64) | 2 4 2            |
| 9              | Количество транзисторов                                                                 | 180 млн          |
| 10             | Площадь кристалла                                                                       | 128 мм²          |
| 11             | Количество слоев металла                                                                | 10               |
| 12             | Тип корпуса / количество выводов                                                        | HFC BGA / 1156   |
| 13             | Напряжение питания                                                                      | 1,0/1,8/2,5 В    |
| 14             | Потребляемая мощность, Вт                                                               | 20 Вт            |
| 15             | Процессорных ядер                                                                       | 4                |

Разрабатывается модификация с малым потреблением энергии R-1000M, где ожидается потребляемая мощность не более 14 Вт.